# Ida sierpniowa
Ida sierpniowa – czwarty tom cyklu Jeżycjada, powieść Małgorzaty Musierowicz, z ilustracjami autorki, wydana w 1981.

## Krótko o treści i głównej bohaterce
Główną bohaterką tej części Jeżycjady jest Ida Borejko, która nie mogąc wytrzymać z własną rodziną na wczasach namiotowych w małej miejscowości nad jeziorem Drawskim, decyduje się na wcześniejszy powrót z wakacji. Z powodu braku pieniędzy podejmuje pracę u starszego pana Paszkieta jako dama do towarzystwa i okazuje się nawet całkiem przydatna. Pomaga Krzysiowi, wnukowi swojego pracodawcy, wyjść z choroby i depresji. Udaje jej się także skłonić do refleksji niesfornych braci Lisieckich, skorych wyłącznie do złośliwych psot dzieciaków z pobliskiego blokowiska.
Ida przechodzi też zewnętrzną metamorfozę. Za radą przyjaciół z ESD (Eksperymentalny Sygnał Dobra) ścina "na chłopca" włosy, tak jak większość grupy, dzięki czemu znacznie zyskuje na urodzie.

## Główni bohaterowie
- Ida Borejko – zakompleksiona, niewierząca w siebie, brzydka, ruda, chuda 15-latka, która potem przeobraża się w pewną siebie, wartościową dziewczynę; podkochuje się w Klaudiuszu, a następnie w Krzysiu, trochę hipochondryczka, z wybujałą ambicją i gwałtownym temperamentem.
- Ignacy Borejko – ojciec Idy, brat Józefa, mąż Mili; jest filologiem klasycznym.
- Melania Borejko – w skrócie nazywana Milą, matka Idy, żona Ignacego.
- Józef Borejko – stryj Idy, brat Ignacego, mąż Felicji.
- Felicja Borejko – ciotka Idy, żona Józefa.
- Klaudiusz Krzyżanowski – kolega z klasy Idy, w którym Ida podkochuje się od jakiegoś czasu, ale bez wzajemności. Klaudiusz na początku wręcz boi się Idy, przy końcu utworu wyznaje jej miłość.
- Gabriela Borejko – starsza siostra Idy, córka Ignacego i Mili, zakochana w Januszu Pyziaku.
- Natalia Borejko – zwana w rodzinie Nutrią, siostra Gabrieli, Idy i Patrycji.
- Patrycja Borejko – nazywana żartobliwie Pulpecją, najmłodsza córka Ignacego i Mili.
- Pan Karol Paszkiet – dziadek Krzysia, zrzędliwy starzec o złotym sercu, Ida pracuje u niego jako dama do towarzystwa.
- Krzysztof Frączak – przystojny wnuk pana Karola, Ida ratuje go od choroby (dysplazja włóknista kości) i depresji, zakochany w Paulinie Jędryś.
- Paulina Jędryś – piękna blondynka, mająca wysokie mniemanie o sobie, zakochana w Krzysiu.
- Pani Basia – sympatyczna, choć bardzo groźna, staruszka, przyjaciółka pana Karola.
- Marek i Jarek Lisieccy – bracia, nieotrzymujący miłości od rodziców, łobuzy mieszkające blisko pana Karola i męczące jego psa.
- Lucyper – męczony przez Lisieckich pies pana Karola Paszkieta.
- Pan Kowalik – doktor, który zdiagnozował Krzysia.
- Aniela Kowalik – koleżanka Idy i jej starszej siostry, bratanica pana doktora. Znana z drugiego tomu pt. Kłamczucha
- Joanna Borejko – córka Józefa i Felicji, kuzynka Idy.
- Janusz Pyziak – kolega Gabrieli, jej adorator

## Wzmianka o bohaterach
- Christoper i Elżbieta Karińscy – kuzynostwo Joanny.